# Federico Seneca
Federico Seneca (Fano, 18 luglio 1891 – Casnate con Bernate, 16 novembre 1976) è stato un pubblicitario, disegnatore e grafico italiano.
È stato uno dei più importanti cartellonisti pubblicitari italiani.

## Biografia
Studia all'Accademia di belle arti di Urbino. Successivamente si trasferisce a Milano dove incontra Marcello Dudovich. Combatte la prima guerra mondiale al fronte italo-austriaco.
A partire dal 1919, e fino al 1935, collabora con la Perugina e la Buitoni per le quali, col ruolo di direttore artistico, cura l'immagine grafica e crea manifesti pubblicitari d'ispirazione cubista, purista e con elementi riconducibili al Depero futurista.
Nel 1933 apre un proprio studio, sempre a Milano, e lavora fino al 1935 per Italrayon, Fiat e Cinzano. 

A partire dagli anni immediatamente precedenti fino agli anni immediatamente successivi alla seconda guerra mondiale interrompe la propria attività. La riprenderà poi nel 1950, occupandosi delle campagne pubblicitarie di Agipgas, Pibigas, Energol, Lane BBB e nuovamente Cinzano.

## Principali manifesti
- 1922 - Ramazzotti
- 1922 - Cacao Perugina
- 1925 - Pastina Glutinata Buitoni
- 1929 - Buitoni
- 1930 - Modiano
- 1930 - Cacao Perugina
- 1951 - Pibigas